# 조지 툴리아토스
조지 툴리아토스(George Touliatos, 1929년 12월 9일 ~ 2017년 12월 8일)는 미국의 영화배우이다.
멤피스에서 태어났으며 벨링햄에서 사망하였다.

## 영화
- 디스 민즈 워 (2012년)
- 더 버터플라이 (2007년)
- 청바지 돌려입기 (2005년)
- 더블 크라임 (1999년)
- 파이널 컷 (1995년)
- 레드 스콜피온 2 (1995년)
- 글래디에이터 미션 (1994년)
- 크래커잭 (1994년)
- 죽음의 죄 (1992년)
- 열혈형사 (1988년)
- 나의 100명의 아이들 (1987년)
- 나이트 히트 (1985년)
- 황금 계곡의 비밀 (1982년) - 머독 역
- 헤비 메탈 (1981년)
- 비탄 (1981년)
- 졸업 파티 (1980년)
- 에이전시 (1980년)
- 모니카 (1979년)
- 얼굴 없는 표적 (1979년)
- 파워 플레이 (1978년)